# Río Ingwavuma
El río Ingwavuma es un río de Suazilandia, y un importante afluente del río Maputo. Nace en las proximidades de Nhlangano y discurre por territorio de Suazilandia, hasta la localidad de Nsoko, donde al cabo de 5 kilómetros, cruza la frontera hacia Sudáfrica.
Ya en territorio sudafricano, y a 6 kilómetros al sudoeste de la Reserva de caza de Ndumo, el río Ingwavuma desemboca en el río Maputo.